# Vienna Vikings 2020
Questa voce raccoglie le informazioni riguardanti i Vienna Vikings nelle competizioni ufficiali della stagione 2020.

## Maschile

### Austrian Football League 2020

#### Stagione regolare

##### Organizzazione pre-pandemia
| Vienna 14 marzo 2020, ore 16:00 1ª giornata | Vienna Vikings | - – - | AFC Rangers Mödling | Hohe Warte Stadion |

| Vienna 29 marzo 2020, ore 14:00 2ª giornata | Danube Dragons | - – - | Vienna Vikings | Sportplatz Donaufeld |

| Vienna 4 aprile 2020, ore 16:00 3ª giornata | Vienna Vikings | - – - | Tirol Raiders | Hohe Warte Stadion |

| Innsbruck 19 aprile 2020, ore 16:00 4ª giornata | Tirol Raiders | - – - | Vienna Vikings | Tivoli-Neu Stadion |

| Traun 2 maggio 2020, ore 17:00 5ª giornata | Traun Steelsharks | - – - | Vienna Vikings | Trauner Stadion |

| Vienna 16 maggio 2020, ore 17:00 6ª giornata | Vienna Vikings | - – - | Graz Giants | Hohe Warte Stadion |

| Mödling 23 maggio 2020, ore 15:00 7ª giornata | AFC Rangers Mödling | - – - | Vienna Vikings | Stadion Mödling |

| Vienna 30 maggio 2020, ore 17:00 8ª giornata | Vienna Vikings | - – - | Prague Black Panthers | Footballzentrum Ravelinstraße |

| Hohenems 14 giugno 2020, ore 14:00 9ª giornata | Cineplexx Blue Devils | - – - | Vienna Vikings | Stadion Herrenried |

| Vienna 20 giugno 2020, ore 16:00 10ª giornata | Vienna Vikings | - – - | Danube Dragons | Hohe Warte Stadion |

##### Organizzazione post-pandemia
| Graz 5 settembre 2020, ore 16:00 1ª giornata | Graz Giants | 19 – 31 (6-10 0-7 0-7 13-7) referto | Vienna Vikings | Stadion Eggenberg (700 spett.) |

| Vienna 12 settembre 2020, ore 16:00 2ª giornata | Vienna Vikings | 45 – 13 (21-0 14-6 10-0 0-7) referto | Graz Giants | Footballzentrum Ravelinstraße (440 spett.) |

| Vienna 26 settembre 2020, ore 16:00 3ª giornata | Vienna Vikings | 46 – 29 (14-6 13-7 6-9 13-7) referto | Graz Giants | Footballzentrum Ravelinstraße (400 spett.) |

| Graz 10 ottobre 2020, ore 16:00 4ª giornata | Graz Giants | - – - (annullata) | Vienna Vikings | Stadion Eggenberg |

#### Statistiche di squadra
| Competizione | %Vittorie | In casa | In casa | In casa | In casa | In casa | In casa | In trasferta | In trasferta | In trasferta | In trasferta | In trasferta | In trasferta | Totale | Totale | Totale | Totale | Totale | Totale |
| Competizione | %Vittorie | G       | V       | N       | P       | Pf      | Ps      | G            | V            | N            | P            | Pf           | Ps           | G      | V      | N      | P      | Pf     | Ps     |
| ------------ | --------- | ------- | ------- | ------- | ------- | ------- | ------- | ------------ | ------------ | ------------ | ------------ | ------------ | ------------ | ------ | ------ | ------ | ------ | ------ | ------ |
| Campionato   | 1.000     | 2       | 2       | 0       | 0       | 91      | 42      | 1            | 1            | 0            | 0            | 31           | 19           | 3      | 3      | 0      | 0      | 122    | 61     |
| Totale       | 1.000     | 2       | 2       | 0       | 0       | 91      | 42      | 1            | 1            | 0            | 0            | 31           | 19           | 3      | 3      | 0      | 0      | 122    | 61     |

#### Statistiche personali

##### Marcatori
| Giocatore     | Ruolo | TD rush | TD recv | TD int | TD p.ret | TD k.ret | TD oth | Xp1 | Xp2 | FG | Saf | Totale |
| ------------- | ----- | ------- | ------- | ------ | -------- | -------- | ------ | --- | --- | -- | --- | ------ |
| Mayr          |       | 0       | 5       | 0      | 0        | 0        | 0      | 0   | 0   | 0  | 0   | 30     |
| Seikovits     |       | 0       | 4       | 0      | 0        | 0        | 0      | 0   | 0   | 0  | 0   | 24     |
| Tasic         |       | 0       | 0       | 0      | 0        | 0        | 0      | 14  | 0   | 2  | 0   | 20     |
| Schaaf        |       | 0       | 2       | 0      | 0        | 0        | 0      | 0   | 0   | 0  | 0   | 12     |
| A. Wegan      |       | 1       | 1       | 1      | 0        | 0        | 0      | 0   | 0   | 0  | 0   | 12     |
| F. Wegan      |       | 1       | 1       | 0      | 0        | 0        | 0      | 0   | 0   | 0  | 0   | 12     |
| Misangumukini |       | 0       | 0       | 0      | 0        | 0        | 1      | 0   | 0   | 0  | 0   | 6      |
| Wappl         |       | 0       | 1       | 0      | 0        | 0        | 0      | 0   | 0   | 0  | 0   | 6      |

##### Passer rating
| Giocatore | G | Att | Comp | Int | Yds | TD | NFL    | NCAA   |
| --------- | - | --- | ---- | --- | --- | -- | ------ | ------ |
| Clark     | 3 | 95  | 66   | 0   | 932 | 13 | 140,44 | 197,04 |
| Hrouda    | 1 | 15  | 10   | 1   | 163 | 1  | 97,36  | 166,61 |

## Femminile

### AFL - Division Ladies 2020

#### Stagione regolare
| Salisburgo 3 ottobre 2020, ore 14:00 CEST 1ª giornata | Salzburg Ducks Ladies | 0 – 46 referto | Vienna Vikings Ladies | Ducks Field |

| Amstetten 17 ottobre 2020, ore 14:00 CEST 2ª giornata | Danube Dragons Ladies | 0 – 28 | Vienna Vikings Ladies | Umdasch Stadion |

| Vienna 25 ottobre 2020, ore 15:00 CEST 3ª giornata | Vienna Vikings Ladies | 35 – 0 (a tavolino) referto | Schwaz Hammers Ladies | Footballzentrum Ravelinstraße |

| Vienna 1º novembre 2020, ore 15:00 CEST 4ª giornata | Vienna Vikings Ladies | 48 – 0 (22-0 6-0 14-0 6-0) referto | Danube Dragons Ladies | Footballzentrum Ravelinstraße |

#### Playoff
| 7 novembre 2020 Ladies Bowl | Vienna Vikings Ladies | - – - (annullata) | Danube Dragons Ladies |  |

### Statistiche di squadra
| Competizione | %Vittorie | In casa | In casa | In casa | In casa | In casa | In casa | In trasferta | In trasferta | In trasferta | In trasferta | In trasferta | In trasferta | Totale | Totale | Totale | Totale | Totale | Totale |
| Competizione | %Vittorie | G       | V       | N       | P       | Pf      | Ps      | G            | V            | N            | P            | Pf           | Ps           | G      | V      | N      | P      | Pf     | Ps     |
| ------------ | --------- | ------- | ------- | ------- | ------- | ------- | ------- | ------------ | ------------ | ------------ | ------------ | ------------ | ------------ | ------ | ------ | ------ | ------ | ------ | ------ |
| Campionato   | 1.000     | 2       | 2       | 0       | 0       | 83      | 0       | 2            | 2            | 0            | 0            | 74           | 0            | 4      | 4      | 0      | 0      | 157    | 0      |
| Totale       | 1.000     | 2       | 2       | 0       | 0       | 83      | 0       | 2            | 2            | 0            | 0            | 74           | 0            | 4      | 4      | 0      | 0      | 157    | 0      |